# Église Saint-Julien d'Auderghem
Pour les articles homonymes, voir Église Saint-Julien.
L’église Saint-Julien (en néerlandais : Sint-Juliaanskerk) est un édifice religieux catholique sis à Auderghem une des communes méridionales de la Région de Bruxelles-Capitale (Belgique). Située à l’angle des rue Gabriel-Émile Lebon et rue du Chant d’oiseau l’église fut construite en 1965, remplaçant un édifice plus ancien.  Dédiée à saint Julien de Brioude elle est église paroissiale.

## Histoire
Un premier édifice religieux est construit au début du XXe siècle sur un terrain mis à disposition par la famille du sénateur Nestor Plissart, bourgmestre d’Etterbeek. La famille étant originaire de la paroisse Saint-Julien, à Ath, il fut décidé de dédier cette église au même saint Julien de Brioude. La première messe est célébrée le 7 octobre 1906, par le curé de la nouvelle paroisse, l’abbé Émile De Ruysscher. 
Ce premier édifice fut toujours considéré comme temporaire. Une nouvelle église, de style moderne et sans clocher, fut édifiée en 1965 à l’angle de la rue Gabriel-Émile Lebon et de la rue du Chant d’Oiseau, et consacrée par le cardinal Suenens le 1er mai 1965. Désaffectée, l’ancienne église fut démolie en 1989. 
Le territoire de la paroisse s’étend sur la commune d’Auderghem et une partie de Woluwe-Saint-Pierre.